# 2010年チェコ議会下院選挙
2010年チェコ議会下院選挙（2010ねん チェコぎかい かいんせんきょ）は、中欧地域に位置するチェコ共和国の立法府下院である代議院を構成する議員を選出するために2010年5月28日と29日の二日間にかけて投票が行われた選挙である。

## 選挙制度の概要
代議院議員選挙における制度の概要を説明する。
- 選挙権・被選挙権：満18歳以上／満21歳以上
- 議員定数：200議席
- 議員任期：4年
- 制度：比例代表制（拘束名簿式）
- 議席配分方法：ドント方式。
- 選挙区：全国を14選挙区に分割。200議席を選挙区ごとに配分
- 選挙区定数の範囲：5～25議席
- 投票方法：政党候補者名簿に投票。拘束名簿式であるが、投票者は選択した政党候補者名簿の中から最大候補者2名までの選好投票をすることが可能。総投票数の7％以上の選好投票を集めた候補者は候補者名簿の一位に移動する。議席配分は変更後の候補者名簿にて行われる。
- 阻止条項：単独政党では全国集計で5％以上。政党連合の場合、2党で10％、3党では15％、4党以上は20％となっている。

## 選挙結果
投票日：2010年5月28日～29日
| 登録有権者     | 8,415,892 |
| 投票用紙発行数 | 5,268,098 |
| 投票率         | 62,60％   |
| 投票数         | 5,263,822 |
| 有効票数       | 5,230,859 |
| 有効得票率     | 99,37％   |

| 党派                                                      | 得票数    | 得票率 | 議席数 | 議席率 |
| --------------------------------------------------------- | --------- | ------ | ------ | ------ |
| チェコ社会民主党 ČSSD                                     | 1,155,267 | 22.08  | 56     | 28.00  |
| 市民民主党 OSD                                            | 1,057,792 | 20.22  | 53     | 26.50  |
| TOP09                                                     | 873,833   | 16.70  | 41     | 20.50  |
| ボヘミア・モラビア共産党 KSČM                             | 589,765   | 11.27  | 26     | 13.00  |
| VV Veci verejne                                           | 569,127   | 10.88  | 24     | 12.00  |
| キリスト教民主連合-チェコスロバキア人民党 KDU-CSL         | 229,717   | 4.39   | 0      | 0.00   |
| 市民の権利党 Strana Prav Obcanu ZEMANOVCI                 | 226,527   | 4.33   | 0      | 0.00   |
| 主権者ブロック Suverenita-blok J.Bobosikove               | 192,145   | 3.67   | 0      | 0.00   |
| 緑の党 Strana zelenych                                    | 127,831   | 2.44   | 0      | 0.00   |
| 社会正義労働党 Delnic.str.socialni spravedl.              | 59,888    | 1.14   | 0      | 0.00   |
| その他の政党                                              | 375,494   | 2.88   | 0      | 0.00   |
| 合計                                                      | 5,230,859 |        | 200    | 100.00 |
| 有効得票率1％未満の政党は「その他の政党」として掲載した。 |           |        |        |        |

出典：The Chamber of Deputies 2010（いずれも2010年6月1日閲覧）
Total voting results（英語）
Overview of seats won（英語）
注：党名の日本語訳については「Nomenclature of party membership of candidates」を元に作成した。
前回選挙で野党に転じた中道左派政党のCSSDが第1党に返り咲き、政権与党で選挙前における第1党であった中道右派政党OSDは第2党に留まった。そして選挙前に結成された中道右派の新党TOP09とVVが10％を超える得票を得てそれぞれ第3党と第5党となった。左派政党であるKSCMは現状維持であった。KDU-CSLとSZは議席獲得に必要な5％の得票ラインを下回ったため、下院における議席を失う結果となった。選挙の結果、CSSDは第1党には返り咲いたが、OSDを中心とする中道右派勢力が多数派を占めたため、6月28日に国会でOSD党首のペトル・ネチャスが首相に指名、8月10日にOSDとTOP09、VVによる中道右派連立政権が発足した。なお与党三党の合計議席数は200議席中118議席となり、共和国成立以来、最大の議席数となった。